# Comus
Comus (sau Komos) era în mitologia greacă zeul care prezida la ospețe. Era un zeu al exceselor, fiind reprezentat ca un tânăr beat tot timpul. Era fiul lui Dionis și al lui Circe.